# Lista di asteroidi (80001-81000)
Di seguito una lista di asteroidi dal numero 80001 al 81000 con data di scoperta e scopritore.

## 80001-80100
| Nome                | Designazione provvisoria | Data di scoperta | Scopritore                       |
| ------------------- | ------------------------ | ---------------- | -------------------------------- |
| 80001 -             | 1999 FX38                | 20 marzo 1999    | LINEAR                           |
| 80002 -             | 1999 FR43                | 20 marzo 1999    | LINEAR                           |
| 80003 -             | 1999 FW50                | 20 marzo 1999    | LINEAR                           |
| 80004 -             | 1999 FH54                | 20 marzo 1999    | LINEAR                           |
| 80005 -             | 1999 FK55                | 20 marzo 1999    | LINEAR                           |
| 80006 -             | 1999 FN55                | 20 marzo 1999    | LINEAR                           |
| 80007 -             | 1999 FE61                | 22 marzo 1999    | LONEOS                           |
| 80008 Danielarhodes | 1999 GG1                 | 4 aprile 1999    | L. Tesi, A. Boattini             |
| 80009 -             | 1999 GD2                 | 8 aprile 1999    | L. Kornoš, A. Galád              |
| 80010 -             | 1999 GQ2                 | 9 aprile 1999    | J. M. Roe                        |
| 80011 -             | 1999 GE3                 | 7 aprile 1999    | Spacewatch                       |
| 80012 -             | 1999 GT4                 | 11 aprile 1999   | C. W. Juels                      |
| 80013 -             | 1999 GM15                | 15 aprile 1999   | Spacewatch                       |
| 80014 -             | 1999 GN16                | 9 aprile 1999    | LINEAR                           |
| 80015 -             | 1999 GT21                | 15 aprile 1999   | LINEAR                           |
| 80016 -             | 1999 GQ32                | 10 aprile 1999   | LINEAR                           |
| 80017 -             | 1999 GQ39                | 12 aprile 1999   | LINEAR                           |
| 80018 -             | 1999 GE46                | 12 aprile 1999   | LINEAR                           |
| 80019 -             | 1999 HL2                 | 23 aprile 1999   | K. Korlević, M. Jurić            |
| 80020 -             | 1999 HA4                 | 16 aprile 1999   | Spacewatch                       |
| 80021 -             | 1999 HR5                 | 17 aprile 1999   | Spacewatch                       |
| 80022 -             | 1999 JS                  | 4 maggio 1999    | BAO Schmidt CCD Asteroid Program |
| 80023 -             | 1999 JY1                 | 8 maggio 1999    | CSS                              |
| 80024 -             | 1999 JJ4                 | 10 maggio 1999   | LINEAR                           |
| 80025 -             | 1999 JB7                 | 8 maggio 1999    | CSS                              |
| 80026 -             | 1999 JH8                 | 12 maggio 1999   | LINEAR                           |
| 80027 -             | 1999 JV11                | 12 maggio 1999   | LINEAR                           |
| 80028 -             | 1999 JX12                | 14 maggio 1999   | CSS                              |
| 80029 -             | 1999 JF15                | 15 maggio 1999   | CSS                              |
| 80030 -             | 1999 JJ15                | 15 maggio 1999   | CSS                              |
| 80031 -             | 1999 JF17                | 15 maggio 1999   | Spacewatch                       |
| 80032 -             | 1999 JW18                | 10 maggio 1999   | LINEAR                           |
| 80033 -             | 1999 JY20                | 10 maggio 1999   | LINEAR                           |
| 80034 -             | 1999 JQ21                | 10 maggio 1999   | LINEAR                           |
| 80035 -             | 1999 JV21                | 10 maggio 1999   | LINEAR                           |
| 80036 -             | 1999 JZ26                | 10 maggio 1999   | LINEAR                           |
| 80037 -             | 1999 JP27                | 10 maggio 1999   | LINEAR                           |
| 80038 -             | 1999 JD29                | 10 maggio 1999   | LINEAR                           |
| 80039 -             | 1999 JX30                | 10 maggio 1999   | LINEAR                           |
| 80040 -             | 1999 JT31                | 10 maggio 1999   | LINEAR                           |
| 80041 -             | 1999 JK38                | 10 maggio 1999   | LINEAR                           |
| 80042 -             | 1999 JP38                | 10 maggio 1999   | LINEAR                           |
| 80043 -             | 1999 JS39                | 10 maggio 1999   | LINEAR                           |
| 80044 -             | 1999 JN40                | 10 maggio 1999   | LINEAR                           |
| 80045 -             | 1999 JW41                | 10 maggio 1999   | LINEAR                           |
| 80046 -             | 1999 JH46                | 10 maggio 1999   | LINEAR                           |
| 80047 -             | 1999 JN50                | 10 maggio 1999   | LINEAR                           |
| 80048 -             | 1999 JG54                | 10 maggio 1999   | LINEAR                           |
| 80049 -             | 1999 JV54                | 10 maggio 1999   | LINEAR                           |
| 80050 -             | 1999 JD55                | 10 maggio 1999   | LINEAR                           |
| 80051 -             | 1999 JO56                | 10 maggio 1999   | LINEAR                           |
| 80052 -             | 1999 JV62                | 10 maggio 1999   | LINEAR                           |
| 80053 -             | 1999 JY64                | 10 maggio 1999   | LINEAR                           |
| 80054 -             | 1999 JC69                | 12 maggio 1999   | LINEAR                           |
| 80055 -             | 1999 JL70                | 12 maggio 1999   | LINEAR                           |
| 80056 -             | 1999 JM71                | 12 maggio 1999   | LINEAR                           |
| 80057 -             | 1999 JV71                | 12 maggio 1999   | LINEAR                           |
| 80058 -             | 1999 JV74                | 12 maggio 1999   | LINEAR                           |
| 80059 -             | 1999 JM75                | 8 maggio 1999    | BAO Schmidt CCD Asteroid Program |
| 80060 -             | 1999 JG82                | 12 maggio 1999   | LINEAR                           |
| 80061 -             | 1999 JT83                | 12 maggio 1999   | LINEAR                           |
| 80062 -             | 1999 JX85                | 12 maggio 1999   | LINEAR                           |
| 80063 -             | 1999 JR88                | 12 maggio 1999   | LINEAR                           |
| 80064 -             | 1999 JX88                | 12 maggio 1999   | LINEAR                           |
| 80065 -             | 1999 JA91                | 12 maggio 1999   | LINEAR                           |
| 80066 -             | 1999 JD92                | 12 maggio 1999   | LINEAR                           |
| 80067 -             | 1999 JQ93                | 12 maggio 1999   | LINEAR                           |
| 80068 -             | 1999 JM94                | 12 maggio 1999   | LINEAR                           |
| 80069 -             | 1999 JV96                | 12 maggio 1999   | LINEAR                           |
| 80070 -             | 1999 JW96                | 12 maggio 1999   | LINEAR                           |
| 80071 -             | 1999 JR97                | 12 maggio 1999   | LINEAR                           |
| 80072 -             | 1999 JT98                | 12 maggio 1999   | LINEAR                           |
| 80073 -             | 1999 JA99                | 12 maggio 1999   | LINEAR                           |
| 80074 -             | 1999 JS99                | 12 maggio 1999   | LINEAR                           |
| 80075 -             | 1999 JN100               | 12 maggio 1999   | LINEAR                           |
| 80076 -             | 1999 JO101               | 13 maggio 1999   | LINEAR                           |
| 80077 -             | 1999 JL115               | 13 maggio 1999   | LINEAR                           |
| 80078 -             | 1999 JU115               | 13 maggio 1999   | LINEAR                           |
| 80079 -             | 1999 JS119               | 13 maggio 1999   | LINEAR                           |
| 80080 -             | 1999 JS124               | 10 maggio 1999   | LINEAR                           |
| 80081 -             | 1999 JJ131               | 13 maggio 1999   | LINEAR                           |
| 80082 -             | 1999 JA133               | 13 maggio 1999   | LINEAR                           |
| 80083 -             | 1999 KD2                 | 16 maggio 1999   | Spacewatch                       |
| 80084 -             | 1999 KN6                 | 23 maggio 1999   | F. B. Zoltowski                  |
| 80085 -             | 1999 KS6                 | 17 maggio 1999   | LINEAR                           |
| 80086 -             | 1999 KJ7                 | 17 maggio 1999   | LINEAR                           |
| 80087 -             | 1999 KC11                | 18 maggio 1999   | LINEAR                           |
| 80088 -             | 1999 KW14                | 18 maggio 1999   | LINEAR                           |
| 80089 -             | 1999 LR                  | 4 giugno 1999    | LINEAR                           |
| 80090 -             | 1999 LR3                 | 6 giugno 1999    | Spacewatch                       |
| 80091 -             | 1999 LX5                 | 11 giugno 1999   | LINEAR                           |
| 80092 -             | 1999 LX10                | 8 giugno 1999    | LINEAR                           |
| 80093 -             | 1999 LB12                | 9 giugno 1999    | LINEAR                           |
| 80094 -             | 1999 LE12                | 9 giugno 1999    | LINEAR                           |
| 80095 -             | 1999 LD28                | 12 giugno 1999   | LINEAR                           |
| 80096 -             | 1999 LP29                | 9 giugno 1999    | Spacewatch                       |
| 80097 -             | 1999 LD35                | 14 giugno 1999   | LINEAR                           |
| 80098 -             | 1999 MV1                 | 20 giugno 1999   | LONEOS                           |
| 80099 -             | 1999 NR                  | 8 luglio 1999    | CSS                              |
| 80100 -             | 1999 NS                  | 8 luglio 1999    | CSS                              |

## 80101-80200
| Nome              | Designazione provvisoria | Data di scoperta  | Scopritore                       |
| ----------------- | ------------------------ | ----------------- | -------------------------------- |
| 80101 -           | 1999 NV2                 | 13 luglio 1999    | LINEAR                           |
| 80102 -           | 1999 NS42                | 14 luglio 1999    | LINEAR                           |
| 80103 -           | 1999 PA                  | 2 agosto 1999     | T. Kagawa                        |
| 80104 -           | 1999 RA22                | 7 settembre 1999  | LINEAR                           |
| 80105 -           | 1999 RD24                | 7 settembre 1999  | LINEAR                           |
| 80106 -           | 1999 RV26                | 7 settembre 1999  | LINEAR                           |
| 80107 -           | 1999 RG29                | 8 settembre 1999  | LINEAR                           |
| 80108 -           | 1999 RL29                | 8 settembre 1999  | LINEAR                           |
| 80109 -           | 1999 RA34                | 10 settembre 1999 | LINEAR                           |
| 80110 -           | 1999 RQ40                | 7 settembre 1999  | LINEAR                           |
| 80111 -           | 1999 RK42                | 13 settembre 1999 | K. Korlević                      |
| 80112 -           | 1999 RN61                | 7 settembre 1999  | LINEAR                           |
| 80113 -           | 1999 RL78                | 7 settembre 1999  | LINEAR                           |
| 80114 -           | 1999 RO88                | 7 settembre 1999  | LINEAR                           |
| 80115 -           | 1999 RF95                | 7 settembre 1999  | LINEAR                           |
| 80116 -           | 1999 RZ109               | 8 settembre 1999  | LINEAR                           |
| 80117 -           | 1999 RS111               | 9 settembre 1999  | LINEAR                           |
| 80118 -           | 1999 RO134               | 9 settembre 1999  | LINEAR                           |
| 80119 -           | 1999 RY138               | 9 settembre 1999  | LINEAR                           |
| 80120 -           | 1999 RU139               | 9 settembre 1999  | LINEAR                           |
| 80121 -           | 1999 RV144               | 9 settembre 1999  | LINEAR                           |
| 80122 -           | 1999 RY155               | 9 settembre 1999  | LINEAR                           |
| 80123 -           | 1999 RB170               | 9 settembre 1999  | LINEAR                           |
| 80124 -           | 1999 RF171               | 9 settembre 1999  | LINEAR                           |
| 80125 -           | 1999 RG176               | 9 settembre 1999  | LINEAR                           |
| 80126 -           | 1999 RF190               | 10 settembre 1999 | LINEAR                           |
| 80127 -           | 1999 RP198               | 9 settembre 1999  | LINEAR                           |
| 80128 -           | 1999 RO210               | 8 settembre 1999  | LINEAR                           |
| 80129 -           | 1999 RD225               | 7 settembre 1999  | LINEAR                           |
| 80130 -           | 1999 SZ1                 | 18 settembre 1999 | LINEAR                           |
| 80131 -           | 1999 ST5                 | 30 settembre 1999 | LINEAR                           |
| 80132 -           | 1999 SV10                | 30 settembre 1999 | CSS                              |
| 80133 -           | 1999 SB11                | 30 settembre 1999 | CSS                              |
| 80134 -           | 1999 TE8                 | 5 ottobre 1999    | C. W. Juels                      |
| 80135 Zanzanini   | 1999 TA11                | 7 ottobre 1999    | S. Sposetti                      |
| 80136 -           | 1999 TV22                | 3 ottobre 1999    | Spacewatch                       |
| 80137 -           | 1999 TT25                | 3 ottobre 1999    | LINEAR                           |
| 80138 -           | 1999 TY35                | 10 ottobre 1999   | BAO Schmidt CCD Asteroid Program |
| 80139 -           | 1999 TA46                | 3 ottobre 1999    | Spacewatch                       |
| 80140 -           | 1999 TC56                | 6 ottobre 1999    | Spacewatch                       |
| 80141 -           | 1999 TF68                | 8 ottobre 1999    | Spacewatch                       |
| 80142 -           | 1999 TX89                | 2 ottobre 1999    | LINEAR                           |
| 80143 -           | 1999 TD92                | 2 ottobre 1999    | LINEAR                           |
| 80144 -           | 1999 TY124               | 4 ottobre 1999    | LINEAR                           |
| 80145 -           | 1999 TD153               | 7 ottobre 1999    | LINEAR                           |
| 80146 -           | 1999 TJ155               | 7 ottobre 1999    | LINEAR                           |
| 80147 -           | 1999 TV171               | 10 ottobre 1999   | LINEAR                           |
| 80148 -           | 1999 TA174               | 10 ottobre 1999   | LINEAR                           |
| 80149 -           | 1999 TV177               | 10 ottobre 1999   | LINEAR                           |
| 80150 -           | 1999 TL179               | 10 ottobre 1999   | LINEAR                           |
| 80151 -           | 1999 TO180               | 10 ottobre 1999   | LINEAR                           |
| 80152 -           | 1999 TF195               | 12 ottobre 1999   | LINEAR                           |
| 80153 -           | 1999 TP196               | 12 ottobre 1999   | LINEAR                           |
| 80154 -           | 1999 TL200               | 12 ottobre 1999   | LINEAR                           |
| 80155 -           | 1999 TN206               | 13 ottobre 1999   | LINEAR                           |
| 80156 -           | 1999 TV211               | 15 ottobre 1999   | LINEAR                           |
| 80157 -           | 1999 TC213               | 15 ottobre 1999   | LINEAR                           |
| 80158 -           | 1999 TN223               | 2 ottobre 1999    | LINEAR                           |
| 80159 -           | 1999 TL232               | 5 ottobre 1999    | CSS                              |
| 80160 -           | 1999 TT239               | 4 ottobre 1999    | CSS                              |
| 80161 -           | 1999 TK247               | 8 ottobre 1999    | CSS                              |
| 80162 -           | 1999 TZ248               | 8 ottobre 1999    | CSS                              |
| 80163 -           | 1999 TG258               | 9 ottobre 1999    | LINEAR                           |
| 80164 -           | 1999 TZ264               | 3 ottobre 1999    | LINEAR                           |
| 80165 -           | 1999 TL285               | 9 ottobre 1999    | LINEAR                           |
| 80166 -           | 1999 TP291               | 10 ottobre 1999   | LINEAR                           |
| 80167 -           | 1999 TL293               | 12 ottobre 1999   | LINEAR                           |
| 80168 -           | 1999 TD321               | 10 ottobre 1999   | LINEAR                           |
| 80169 -           | 1999 TD328               | 12 ottobre 1999   | LINEAR                           |
| 80170 -           | 1999 UP5                 | 29 ottobre 1999   | CSS                              |
| 80171 -           | 1999 UO6                 | 28 ottobre 1999   | BAO Schmidt CCD Asteroid Program |
| 80172 -           | 1999 UV8                 | 29 ottobre 1999   | CSS                              |
| 80173 -           | 1999 UQ12                | 29 ottobre 1999   | CSS                              |
| 80174 -           | 1999 UN23                | 28 ottobre 1999   | CSS                              |
| 80175 -           | 1999 UP26                | 30 ottobre 1999   | CSS                              |
| 80176 -           | 1999 UL38                | 29 ottobre 1999   | LONEOS                           |
| 80177 -           | 1999 US43                | 28 ottobre 1999   | CSS                              |
| 80178 -           | 1999 UX49                | 30 ottobre 1999   | CSS                              |
| 80179 Václavknoll | 1999 VK                  | 1 novembre 1999   | L. Šarounová                     |
| 80180 Elko        | 1999 VS                  | 3 novembre 1999   | P. Wiggins and H. Phaneuf        |
| 80181 -           | 1999 VD11                | 7 novembre 1999   | K. Korlević                      |
| 80182 -           | 1999 VF13                | 1 novembre 1999   | LINEAR                           |
| 80183 -           | 1999 VT20                | 9 novembre 1999   | Y. Shimizu, T. Urata             |
| 80184 Hekigoto    | 1999 VX22                | 10 novembre 1999  | A. Nakamura                      |
| 80185 -           | 1999 VO29                | 3 novembre 1999   | LINEAR                           |
| 80186 -           | 1999 VD32                | 3 novembre 1999   | LINEAR                           |
| 80187 -           | 1999 VJ34                | 3 novembre 1999   | LINEAR                           |
| 80188 -           | 1999 VC37                | 3 novembre 1999   | LINEAR                           |
| 80189 -           | 1999 VE37                | 3 novembre 1999   | LINEAR                           |
| 80190 -           | 1999 VF38                | 10 novembre 1999  | LINEAR                           |
| 80191 -           | 1999 VG38                | 10 novembre 1999  | LINEAR                           |
| 80192 -           | 1999 VS38                | 10 novembre 1999  | LINEAR                           |
| 80193 -           | 1999 VO43                | 1 novembre 1999   | CSS                              |
| 80194 -           | 1999 VE44                | 3 novembre 1999   | CSS                              |
| 80195 -           | 1999 VF45                | 4 novembre 1999   | CSS                              |
| 80196 -           | 1999 VV48                | 3 novembre 1999   | LINEAR                           |
| 80197 -           | 1999 VG49                | 3 novembre 1999   | LINEAR                           |
| 80198 -           | 1999 VC50                | 3 novembre 1999   | LINEAR                           |
| 80199 -           | 1999 VW52                | 3 novembre 1999   | LINEAR                           |
| 80200 -           | 1999 VM53                | 4 novembre 1999   | LINEAR                           |

## 80201-80300
| Nome    | Designazione provvisoria | Data di scoperta | Scopritore   |
| ------- | ------------------------ | ---------------- | ------------ |
| 80201 - | 1999 VG54                | 4 novembre 1999  | LINEAR       |
| 80202 - | 1999 VU57                | 4 novembre 1999  | LINEAR       |
| 80203 - | 1999 VA58                | 4 novembre 1999  | LINEAR       |
| 80204 - | 1999 VF58                | 4 novembre 1999  | LINEAR       |
| 80205 - | 1999 VV59                | 4 novembre 1999  | LINEAR       |
| 80206 - | 1999 VU69                | 4 novembre 1999  | LINEAR       |
| 80207 - | 1999 VH73                | 1 novembre 1999  | Spacewatch   |
| 80208 - | 1999 VG81                | 4 novembre 1999  | LINEAR       |
| 80209 - | 1999 VK89                | 4 novembre 1999  | LINEAR       |
| 80210 - | 1999 VN90                | 5 novembre 1999  | LINEAR       |
| 80211 - | 1999 VF95                | 9 novembre 1999  | LINEAR       |
| 80212 - | 1999 VQ96                | 9 novembre 1999  | LINEAR       |
| 80213 - | 1999 VS105               | 9 novembre 1999  | LINEAR       |
| 80214 - | 1999 VG107               | 9 novembre 1999  | LINEAR       |
| 80215 - | 1999 VM111               | 9 novembre 1999  | LINEAR       |
| 80216 - | 1999 VL112               | 9 novembre 1999  | LINEAR       |
| 80217 - | 1999 VX114               | 9 novembre 1999  | CSS          |
| 80218 - | 1999 VO123               | 5 novembre 1999  | Spacewatch   |
| 80219 - | 1999 VA124               | 5 novembre 1999  | Spacewatch   |
| 80220 - | 1999 VC144               | 11 novembre 1999 | CSS          |
| 80221 - | 1999 VM144               | 11 novembre 1999 | CSS          |
| 80222 - | 1999 VP144               | 11 novembre 1999 | CSS          |
| 80223 - | 1999 VH151               | 14 novembre 1999 | LINEAR       |
| 80224 - | 1999 VH160               | 14 novembre 1999 | LINEAR       |
| 80225 - | 1999 VT160               | 14 novembre 1999 | LINEAR       |
| 80226 - | 1999 VP166               | 14 novembre 1999 | LINEAR       |
| 80227 - | 1999 VH168               | 14 novembre 1999 | LINEAR       |
| 80228 - | 1999 VN170               | 14 novembre 1999 | LINEAR       |
| 80229 - | 1999 VA171               | 14 novembre 1999 | LINEAR       |
| 80230 - | 1999 VH171               | 14 novembre 1999 | LINEAR       |
| 80231 - | 1999 VF187               | 15 novembre 1999 | LINEAR       |
| 80232 - | 1999 VQ188               | 15 novembre 1999 | LINEAR       |
| 80233 - | 1999 VB190               | 15 novembre 1999 | LINEAR       |
| 80234 - | 1999 VK195               | 3 novembre 1999  | CSS          |
| 80235 - | 1999 VO201               | 3 novembre 1999  | LINEAR       |
| 80236 - | 1999 VX201               | 3 novembre 1999  | LINEAR       |
| 80237 - | 1999 VR208               | 10 novembre 1999 | Spacewatch   |
| 80238 - | 1999 VH218               | 5 novembre 1999  | LINEAR       |
| 80239 - | 1999 VM220               | 3 novembre 1999  | LINEAR       |
| 80240 - | 1999 VZ223               | 5 novembre 1999  | LINEAR       |
| 80241 - | 1999 VH225               | 5 novembre 1999  | LINEAR       |
| 80242 - | 1999 WT                  | 18 novembre 1999 | T. Urata     |
| 80243 - | 1999 WL1                 | 28 novembre 1999 | Kleť         |
| 80244 - | 1999 WY1                 | 25 novembre 1999 | K. Korlević  |
| 80245 - | 1999 WM4                 | 28 novembre 1999 | T. Kobayashi |
| 80246 - | 1999 WW6                 | 28 novembre 1999 | K. Korlević  |
| 80247 - | 1999 WD7                 | 28 novembre 1999 | K. Korlević  |
| 80248 - | 1999 WL7                 | 28 novembre 1999 | K. Korlević  |
| 80249 - | 1999 WB9                 | 30 novembre 1999 | T. Stafford  |
| 80250 - | 1999 WW9                 | 30 novembre 1999 | T. Kobayashi |
| 80251 - | 1999 WW11                | 28 novembre 1999 | Spacewatch   |
| 80252 - | 1999 WD12                | 28 novembre 1999 | Spacewatch   |
| 80253 - | 1999 WF13                | 30 novembre 1999 | Spacewatch   |
| 80254 - | 1999 WG13                | 30 novembre 1999 | Spacewatch   |
| 80255 - | 1999 WZ19                | 16 novembre 1999 | CSS          |
| 80256 - | 1999 XD1                 | 2 dicembre 1999  | T. Kobayashi |
| 80257 - | 1999 XF3                 | 4 dicembre 1999  | CSS          |
| 80258 - | 1999 XE5                 | 4 dicembre 1999  | CSS          |
| 80259 - | 1999 XW5                 | 4 dicembre 1999  | CSS          |
| 80260 - | 1999 XR6                 | 4 dicembre 1999  | CSS          |
| 80261 - | 1999 XV9                 | 4 dicembre 1999  | Spacewatch   |
| 80262 - | 1999 XY13                | 5 dicembre 1999  | LINEAR       |
| 80263 - | 1999 XQ15                | 5 dicembre 1999  | K. Korlević  |
| 80264 - | 1999 XR15                | 5 dicembre 1999  | K. Korlević  |
| 80265 - | 1999 XV21                | 5 dicembre 1999  | LINEAR       |
| 80266 - | 1999 XE22                | 5 dicembre 1999  | LINEAR       |
| 80267 - | 1999 XX25                | 6 dicembre 1999  | LINEAR       |
| 80268 - | 1999 XU27                | 6 dicembre 1999  | LINEAR       |
| 80269 - | 1999 XW28                | 6 dicembre 1999  | LINEAR       |
| 80270 - | 1999 XJ29                | 6 dicembre 1999  | LINEAR       |
| 80271 - | 1999 XY29                | 6 dicembre 1999  | LINEAR       |
| 80272 - | 1999 XJ30                | 6 dicembre 1999  | LINEAR       |
| 80273 - | 1999 XQ30                | 6 dicembre 1999  | LINEAR       |
| 80274 - | 1999 XW30                | 6 dicembre 1999  | LINEAR       |
| 80275 - | 1999 XY31                | 6 dicembre 1999  | LINEAR       |
| 80276 - | 1999 XL32                | 6 dicembre 1999  | LINEAR       |
| 80277 - | 1999 XQ32                | 6 dicembre 1999  | LINEAR       |
| 80278 - | 1999 XH33                | 6 dicembre 1999  | LINEAR       |
| 80279 - | 1999 XP33                | 6 dicembre 1999  | LINEAR       |
| 80280 - | 1999 XX33                | 6 dicembre 1999  | LINEAR       |
| 80281 - | 1999 XS34                | 6 dicembre 1999  | LINEAR       |
| 80282 - | 1999 XF35                | 7 dicembre 1999  | LINEAR       |
| 80283 - | 1999 XF36                | 6 dicembre 1999  | T. Kobayashi |
| 80284 - | 1999 XH39                | 6 dicembre 1999  | LINEAR       |
| 80285 - | 1999 XH40                | 7 dicembre 1999  | LINEAR       |
| 80286 - | 1999 XZ43                | 7 dicembre 1999  | LINEAR       |
| 80287 - | 1999 XZ44                | 7 dicembre 1999  | LINEAR       |
| 80288 - | 1999 XU48                | 7 dicembre 1999  | LINEAR       |
| 80289 - | 1999 XP49                | 7 dicembre 1999  | LINEAR       |
| 80290 - | 1999 XK53                | 7 dicembre 1999  | LINEAR       |
| 80291 - | 1999 XB55                | 7 dicembre 1999  | LINEAR       |
| 80292 - | 1999 XX55                | 7 dicembre 1999  | LINEAR       |
| 80293 - | 1999 XS56                | 7 dicembre 1999  | LINEAR       |
| 80294 - | 1999 XU57                | 7 dicembre 1999  | LINEAR       |
| 80295 - | 1999 XY57                | 7 dicembre 1999  | LINEAR       |
| 80296 - | 1999 XM58                | 7 dicembre 1999  | LINEAR       |
| 80297 - | 1999 XS59                | 7 dicembre 1999  | LINEAR       |
| 80298 - | 1999 XE60                | 7 dicembre 1999  | LINEAR       |
| 80299 - | 1999 XJ60                | 7 dicembre 1999  | LINEAR       |
| 80300 - | 1999 XV63                | 7 dicembre 1999  | LINEAR       |

## 80301-80400
| Nome    | Designazione provvisoria | Data di scoperta | Scopritore           |
| ------- | ------------------------ | ---------------- | -------------------- |
| 80301 - | 1999 XZ63                | 7 dicembre 1999  | LINEAR               |
| 80302 - | 1999 XC64                | 7 dicembre 1999  | LINEAR               |
| 80303 - | 1999 XG65                | 7 dicembre 1999  | LINEAR               |
| 80304 - | 1999 XT70                | 7 dicembre 1999  | LINEAR               |
| 80305 - | 1999 XX70                | 7 dicembre 1999  | LINEAR               |
| 80306 - | 1999 XJ71                | 7 dicembre 1999  | LINEAR               |
| 80307 - | 1999 XU71                | 7 dicembre 1999  | LINEAR               |
| 80308 - | 1999 XX71                | 7 dicembre 1999  | LINEAR               |
| 80309 - | 1999 XA74                | 7 dicembre 1999  | LINEAR               |
| 80310 - | 1999 XH74                | 7 dicembre 1999  | LINEAR               |
| 80311 - | 1999 XO75                | 7 dicembre 1999  | LINEAR               |
| 80312 - | 1999 XO76                | 7 dicembre 1999  | LINEAR               |
| 80313 - | 1999 XW76                | 7 dicembre 1999  | LINEAR               |
| 80314 - | 1999 XE77                | 7 dicembre 1999  | LINEAR               |
| 80315 - | 1999 XF77                | 7 dicembre 1999  | LINEAR               |
| 80316 - | 1999 XC80                | 7 dicembre 1999  | LINEAR               |
| 80317 - | 1999 XG80                | 7 dicembre 1999  | LINEAR               |
| 80318 - | 1999 XH80                | 7 dicembre 1999  | LINEAR               |
| 80319 - | 1999 XE81                | 7 dicembre 1999  | LINEAR               |
| 80320 - | 1999 XR83                | 7 dicembre 1999  | LINEAR               |
| 80321 - | 1999 XJ85                | 7 dicembre 1999  | LINEAR               |
| 80322 - | 1999 XJ87                | 7 dicembre 1999  | LINEAR               |
| 80323 - | 1999 XV88                | 7 dicembre 1999  | LINEAR               |
| 80324 - | 1999 XC89                | 7 dicembre 1999  | LINEAR               |
| 80325 - | 1999 XT89                | 7 dicembre 1999  | LINEAR               |
| 80326 - | 1999 XW89                | 7 dicembre 1999  | LINEAR               |
| 80327 - | 1999 XY89                | 7 dicembre 1999  | LINEAR               |
| 80328 - | 1999 XK90                | 7 dicembre 1999  | LINEAR               |
| 80329 - | 1999 XH91                | 7 dicembre 1999  | LINEAR               |
| 80330 - | 1999 XD92                | 7 dicembre 1999  | LINEAR               |
| 80331 - | 1999 XM92                | 7 dicembre 1999  | LINEAR               |
| 80332 - | 1999 XL93                | 7 dicembre 1999  | LINEAR               |
| 80333 - | 1999 XL94                | 7 dicembre 1999  | LINEAR               |
| 80334 - | 1999 XR94                | 7 dicembre 1999  | LINEAR               |
| 80335 - | 1999 XG95                | 7 dicembre 1999  | T. Kobayashi         |
| 80336 - | 1999 XY97                | 7 dicembre 1999  | LINEAR               |
| 80337 - | 1999 XE101               | 7 dicembre 1999  | LINEAR               |
| 80338 - | 1999 XX102               | 7 dicembre 1999  | LINEAR               |
| 80339 - | 1999 XB104               | 7 dicembre 1999  | Y. Shimizu, T. Urata |
| 80340 - | 1999 XR108               | 4 dicembre 1999  | CSS                  |
| 80341 - | 1999 XQ109               | 4 dicembre 1999  | CSS                  |
| 80342 - | 1999 XL110               | 4 dicembre 1999  | CSS                  |
| 80343 - | 1999 XJ111               | 7 dicembre 1999  | CSS                  |
| 80344 - | 1999 XM112               | 10 dicembre 1999 | LINEAR               |
| 80345 - | 1999 XQ114               | 11 dicembre 1999 | LINEAR               |
| 80346 - | 1999 XT114               | 11 dicembre 1999 | LINEAR               |
| 80347 - | 1999 XJ115               | 4 dicembre 1999  | CSS                  |
| 80348 - | 1999 XO115               | 4 dicembre 1999  | CSS                  |
| 80349 - | 1999 XW116               | 5 dicembre 1999  | CSS                  |
| 80350 - | 1999 XE117               | 5 dicembre 1999  | CSS                  |
| 80351 - | 1999 XM119               | 5 dicembre 1999  | CSS                  |
| 80352 - | 1999 XX119               | 5 dicembre 1999  | CSS                  |
| 80353 - | 1999 XM120               | 5 dicembre 1999  | CSS                  |
| 80354 - | 1999 XJ121               | 5 dicembre 1999  | CSS                  |
| 80355 - | 1999 XL123               | 7 dicembre 1999  | CSS                  |
| 80356 - | 1999 XM124               | 7 dicembre 1999  | CSS                  |
| 80357 - | 1999 XF125               | 7 dicembre 1999  | CSS                  |
| 80358 - | 1999 XA126               | 7 dicembre 1999  | CSS                  |
| 80359 - | 1999 XO126               | 7 dicembre 1999  | CSS                  |
| 80360 - | 1999 XM130               | 12 dicembre 1999 | LINEAR               |
| 80361 - | 1999 XZ130               | 12 dicembre 1999 | LINEAR               |
| 80362 - | 1999 XD134               | 12 dicembre 1999 | LINEAR               |
| 80363 - | 1999 XE134               | 12 dicembre 1999 | LINEAR               |
| 80364 - | 1999 XS135               | 8 dicembre 1999  | LINEAR               |
| 80365 - | 1999 XF139               | 6 dicembre 1999  | Spacewatch           |
| 80366 - | 1999 XA142               | 12 dicembre 1999 | LINEAR               |
| 80367 - | 1999 XX145               | 7 dicembre 1999  | Spacewatch           |
| 80368 - | 1999 XV151               | 7 dicembre 1999  | Spacewatch           |
| 80369 - | 1999 XW151               | 7 dicembre 1999  | Spacewatch           |
| 80370 - | 1999 XG154               | 8 dicembre 1999  | LINEAR               |
| 80371 - | 1999 XM154               | 8 dicembre 1999  | LINEAR               |
| 80372 - | 1999 XT154               | 8 dicembre 1999  | LINEAR               |
| 80373 - | 1999 XF155               | 8 dicembre 1999  | LINEAR               |
| 80374 - | 1999 XN155               | 8 dicembre 1999  | LINEAR               |
| 80375 - | 1999 XN157               | 8 dicembre 1999  | LINEAR               |
| 80376 - | 1999 XQ157               | 8 dicembre 1999  | LINEAR               |
| 80377 - | 1999 XM158               | 8 dicembre 1999  | LINEAR               |
| 80378 - | 1999 XE159               | 8 dicembre 1999  | LINEAR               |
| 80379 - | 1999 XV159               | 8 dicembre 1999  | LINEAR               |
| 80380 - | 1999 XZ159               | 8 dicembre 1999  | LINEAR               |
| 80381 - | 1999 XD160               | 8 dicembre 1999  | LINEAR               |
| 80382 - | 1999 XG160               | 8 dicembre 1999  | LINEAR               |
| 80383 - | 1999 XP160               | 8 dicembre 1999  | LINEAR               |
| 80384 - | 1999 XG163               | 8 dicembre 1999  | Spacewatch           |
| 80385 - | 1999 XC164               | 8 dicembre 1999  | LINEAR               |
| 80386 - | 1999 XR164               | 8 dicembre 1999  | LINEAR               |
| 80387 - | 1999 XG168               | 10 dicembre 1999 | LINEAR               |
| 80388 - | 1999 XO168               | 10 dicembre 1999 | LINEAR               |
| 80389 - | 1999 XC170               | 10 dicembre 1999 | LINEAR               |
| 80390 - | 1999 XJ171               | 10 dicembre 1999 | LINEAR               |
| 80391 - | 1999 XL171               | 10 dicembre 1999 | LINEAR               |
| 80392 - | 1999 XC172               | 10 dicembre 1999 | LINEAR               |
| 80393 - | 1999 XB173               | 10 dicembre 1999 | LINEAR               |
| 80394 - | 1999 XF173               | 10 dicembre 1999 | LINEAR               |
| 80395 - | 1999 XO173               | 10 dicembre 1999 | LINEAR               |
| 80396 - | 1999 XW173               | 10 dicembre 1999 | LINEAR               |
| 80397 - | 1999 XV174               | 10 dicembre 1999 | LINEAR               |
| 80398 - | 1999 XS175               | 10 dicembre 1999 | LINEAR               |
| 80399 - | 1999 XC176               | 10 dicembre 1999 | LINEAR               |
| 80400 - | 1999 XU178               | 10 dicembre 1999 | LINEAR               |

## 80401-80500
| Nome          | Designazione provvisoria | Data di scoperta | Scopritore   |
| ------------- | ------------------------ | ---------------- | ------------ |
| 80401 -       | 1999 XO179               | 10 dicembre 1999 | LINEAR       |
| 80402 -       | 1999 XR179               | 10 dicembre 1999 | LINEAR       |
| 80403 -       | 1999 XH182               | 12 dicembre 1999 | LINEAR       |
| 80404 -       | 1999 XD184               | 12 dicembre 1999 | LINEAR       |
| 80405 -       | 1999 XF186               | 12 dicembre 1999 | LINEAR       |
| 80406 -       | 1999 XC187               | 12 dicembre 1999 | LINEAR       |
| 80407 -       | 1999 XQ189               | 12 dicembre 1999 | LINEAR       |
| 80408 -       | 1999 XO193               | 12 dicembre 1999 | LINEAR       |
| 80409 -       | 1999 XC195               | 12 dicembre 1999 | LINEAR       |
| 80410 -       | 1999 XA197               | 12 dicembre 1999 | LINEAR       |
| 80411 -       | 1999 XM198               | 12 dicembre 1999 | LINEAR       |
| 80412 -       | 1999 XV198               | 12 dicembre 1999 | LINEAR       |
| 80413 -       | 1999 XE200               | 12 dicembre 1999 | LINEAR       |
| 80414 -       | 1999 XG201               | 12 dicembre 1999 | LINEAR       |
| 80415 -       | 1999 XB202               | 12 dicembre 1999 | LINEAR       |
| 80416 -       | 1999 XN202               | 12 dicembre 1999 | LINEAR       |
| 80417 -       | 1999 XK203               | 12 dicembre 1999 | LINEAR       |
| 80418 -       | 1999 XA206               | 12 dicembre 1999 | LINEAR       |
| 80419 -       | 1999 XR207               | 12 dicembre 1999 | LINEAR       |
| 80420 -       | 1999 XB210               | 13 dicembre 1999 | LINEAR       |
| 80421 -       | 1999 XP213               | 14 dicembre 1999 | LINEAR       |
| 80422 -       | 1999 XT214               | 14 dicembre 1999 | LINEAR       |
| 80423 -       | 1999 XJ215               | 14 dicembre 1999 | LINEAR       |
| 80424 -       | 1999 XE217               | 13 dicembre 1999 | Spacewatch   |
| 80425 -       | 1999 XV218               | 15 dicembre 1999 | Spacewatch   |
| 80426 -       | 1999 XP222               | 15 dicembre 1999 | LINEAR       |
| 80427 -       | 1999 XZ222               | 15 dicembre 1999 | LINEAR       |
| 80428 -       | 1999 XM224               | 13 dicembre 1999 | Spacewatch   |
| 80429 -       | 1999 XV225               | 13 dicembre 1999 | Spacewatch   |
| 80430 -       | 1999 XC227               | 15 dicembre 1999 | Spacewatch   |
| 80431 -       | 1999 XS227               | 15 dicembre 1999 | Spacewatch   |
| 80432 -       | 1999 XU229               | 7 dicembre 1999  | CSS          |
| 80433 -       | 1999 XW233               | 4 dicembre 1999  | LONEOS       |
| 80434 -       | 1999 XO234               | 3 dicembre 1999  | LONEOS       |
| 80435 -       | 1999 XQ238               | 4 dicembre 1999  | CSS          |
| 80436 -       | 1999 XE246               | 5 dicembre 1999  | LINEAR       |
| 80437 -       | 1999 XW248               | 6 dicembre 1999  | LINEAR       |
| 80438 -       | 1999 XX249               | 6 dicembre 1999  | LINEAR       |
| 80439 -       | 1999 XH259               | 8 dicembre 1999  | LINEAR       |
| 80440 -       | 1999 XY263               | 12 dicembre 1999 | LINEAR       |
| 80441 -       | 1999 YL3                 | 18 dicembre 1999 | LINEAR       |
| 80442 -       | 1999 YM4                 | 28 dicembre 1999 | Olathe       |
| 80443 -       | 1999 YO8                 | 27 dicembre 1999 | Spacewatch   |
| 80444 -       | 1999 YG9                 | 31 dicembre 1999 | K. Korlević  |
| 80445 -       | 1999 YO10                | 27 dicembre 1999 | Spacewatch   |
| 80446 -       | 1999 YW13                | 31 dicembre 1999 | K. Korlević  |
| 80447 -       | 1999 YQ14                | 31 dicembre 1999 | P. G. Comba  |
| 80448 -       | 1999 YA17                | 31 dicembre 1999 | Spacewatch   |
| 80449 -       | 1999 YG17                | 31 dicembre 1999 | Spacewatch   |
| 80450 -       | 1999 YW27                | 30 dicembre 1999 | LINEAR       |
| 80451 Alwoods | 2000 AA                  | 1 gennaio 2000   | J. M. Roe    |
| 80452 -       | 2000 AK                  | 2 gennaio 2000   | C. W. Juels  |
| 80453 -       | 2000 AO2                 | 3 gennaio 2000   | T. Kobayashi |
| 80454 -       | 2000 AW3                 | 3 gennaio 2000   | LINEAR       |
| 80455 -       | 2000 AZ3                 | 3 gennaio 2000   | LINEAR       |
| 80456 -       | 2000 AA8                 | 2 gennaio 2000   | LINEAR       |
| 80457 -       | 2000 AH9                 | 2 gennaio 2000   | LINEAR       |
| 80458 -       | 2000 AJ9                 | 2 gennaio 2000   | LINEAR       |
| 80459 -       | 2000 AV10                | 3 gennaio 2000   | LINEAR       |
| 80460 -       | 2000 AJ12                | 3 gennaio 2000   | LINEAR       |
| 80461 -       | 2000 AP14                | 3 gennaio 2000   | LINEAR       |
| 80462 -       | 2000 AH18                | 3 gennaio 2000   | LINEAR       |
| 80463 -       | 2000 AK19                | 3 gennaio 2000   | LINEAR       |
| 80464 -       | 2000 AU19                | 3 gennaio 2000   | LINEAR       |
| 80465 -       | 2000 AQ20                | 3 gennaio 2000   | LINEAR       |
| 80466 -       | 2000 AJ22                | 3 gennaio 2000   | LINEAR       |
| 80467 -       | 2000 AT23                | 3 gennaio 2000   | LINEAR       |
| 80468 -       | 2000 AE26                | 3 gennaio 2000   | LINEAR       |
| 80469 -       | 2000 AH28                | 3 gennaio 2000   | LINEAR       |
| 80470 -       | 2000 AJ29                | 3 gennaio 2000   | LINEAR       |
| 80471 -       | 2000 AK29                | 3 gennaio 2000   | LINEAR       |
| 80472 -       | 2000 AN29                | 3 gennaio 2000   | LINEAR       |
| 80473 -       | 2000 AQ29                | 3 gennaio 2000   | LINEAR       |
| 80474 -       | 2000 AV29                | 3 gennaio 2000   | LINEAR       |
| 80475 -       | 2000 AB30                | 3 gennaio 2000   | LINEAR       |
| 80476 -       | 2000 AE30                | 3 gennaio 2000   | LINEAR       |
| 80477 -       | 2000 AL30                | 3 gennaio 2000   | LINEAR       |
| 80478 -       | 2000 AC31                | 3 gennaio 2000   | LINEAR       |
| 80479 -       | 2000 AH31                | 3 gennaio 2000   | LINEAR       |
| 80480 -       | 2000 AS32                | 3 gennaio 2000   | LINEAR       |
| 80481 -       | 2000 AJ33                | 3 gennaio 2000   | LINEAR       |
| 80482 -       | 2000 AV33                | 3 gennaio 2000   | LINEAR       |
| 80483 -       | 2000 AE34                | 3 gennaio 2000   | LINEAR       |
| 80484 -       | 2000 AN36                | 3 gennaio 2000   | LINEAR       |
| 80485 -       | 2000 AM38                | 3 gennaio 2000   | LINEAR       |
| 80486 -       | 2000 AT38                | 3 gennaio 2000   | LINEAR       |
| 80487 -       | 2000 AW39                | 3 gennaio 2000   | LINEAR       |
| 80488 -       | 2000 AE41                | 3 gennaio 2000   | LINEAR       |
| 80489 -       | 2000 AR44                | 5 gennaio 2000   | Spacewatch   |
| 80490 -       | 2000 AW44                | 5 gennaio 2000   | Spacewatch   |
| 80491 -       | 2000 AJ45                | 3 gennaio 2000   | LINEAR       |
| 80492 -       | 2000 AT46                | 4 gennaio 2000   | LINEAR       |
| 80493 -       | 2000 AK47                | 4 gennaio 2000   | LINEAR       |
| 80494 -       | 2000 AM47                | 4 gennaio 2000   | LINEAR       |
| 80495 -       | 2000 AO48                | 3 gennaio 2000   | LINEAR       |
| 80496 -       | 2000 AX48                | 5 gennaio 2000   | LINEAR       |
| 80497 -       | 2000 AN49                | 5 gennaio 2000   | LINEAR       |
| 80498 -       | 2000 AG50                | 5 gennaio 2000   | K. Korlević  |
| 80499 -       | 2000 AR50                | 5 gennaio 2000   | C. W. Juels  |
| 80500 -       | 2000 AP53                | 4 gennaio 2000   | LINEAR       |

## 80501-80600
| Nome    | Designazione provvisoria | Data di scoperta | Scopritore |
| ------- | ------------------------ | ---------------- | ---------- |
| 80501 - | 2000 AX53                | 4 gennaio 2000   | LINEAR     |
| 80502 - | 2000 AD54                | 4 gennaio 2000   | LINEAR     |
| 80503 - | 2000 AE54                | 4 gennaio 2000   | LINEAR     |
| 80504 - | 2000 AS54                | 4 gennaio 2000   | LINEAR     |
| 80505 - | 2000 AW54                | 4 gennaio 2000   | LINEAR     |
| 80506 - | 2000 AP55                | 4 gennaio 2000   | LINEAR     |
| 80507 - | 2000 AU55                | 4 gennaio 2000   | LINEAR     |
| 80508 - | 2000 AC56                | 4 gennaio 2000   | LINEAR     |
| 80509 - | 2000 AE56                | 4 gennaio 2000   | LINEAR     |
| 80510 - | 2000 AJ57                | 4 gennaio 2000   | LINEAR     |
| 80511 - | 2000 AK57                | 4 gennaio 2000   | LINEAR     |
| 80512 - | 2000 AM57                | 4 gennaio 2000   | LINEAR     |
| 80513 - | 2000 AS57                | 4 gennaio 2000   | LINEAR     |
| 80514 - | 2000 AV58                | 4 gennaio 2000   | LINEAR     |
| 80515 - | 2000 AA59                | 4 gennaio 2000   | LINEAR     |
| 80516 - | 2000 AL59                | 4 gennaio 2000   | LINEAR     |
| 80517 - | 2000 AM59                | 4 gennaio 2000   | LINEAR     |
| 80518 - | 2000 AS59                | 4 gennaio 2000   | LINEAR     |
| 80519 - | 2000 AQ60                | 4 gennaio 2000   | LINEAR     |
| 80520 - | 2000 AV60                | 4 gennaio 2000   | LINEAR     |
| 80521 - | 2000 AP61                | 4 gennaio 2000   | LINEAR     |
| 80522 - | 2000 AT61                | 4 gennaio 2000   | LINEAR     |
| 80523 - | 2000 AN62                | 4 gennaio 2000   | LINEAR     |
| 80524 - | 2000 AD63                | 4 gennaio 2000   | LINEAR     |
| 80525 - | 2000 AP63                | 4 gennaio 2000   | LINEAR     |
| 80526 - | 2000 AC64                | 4 gennaio 2000   | LINEAR     |
| 80527 - | 2000 AS64                | 4 gennaio 2000   | LINEAR     |
| 80528 - | 2000 AZ64                | 4 gennaio 2000   | LINEAR     |
| 80529 - | 2000 AR66                | 4 gennaio 2000   | LINEAR     |
| 80530 - | 2000 AX70                | 5 gennaio 2000   | LINEAR     |
| 80531 - | 2000 AY70                | 5 gennaio 2000   | LINEAR     |
| 80532 - | 2000 AV71                | 5 gennaio 2000   | LINEAR     |
| 80533 - | 2000 AW72                | 5 gennaio 2000   | LINEAR     |
| 80534 - | 2000 AB73                | 5 gennaio 2000   | LINEAR     |
| 80535 - | 2000 AH73                | 5 gennaio 2000   | LINEAR     |
| 80536 - | 2000 AT74                | 5 gennaio 2000   | LINEAR     |
| 80537 - | 2000 AA75                | 5 gennaio 2000   | LINEAR     |
| 80538 - | 2000 AT78                | 5 gennaio 2000   | LINEAR     |
| 80539 - | 2000 AT79                | 5 gennaio 2000   | LINEAR     |
| 80540 - | 2000 AZ81                | 5 gennaio 2000   | LINEAR     |
| 80541 - | 2000 AL82                | 5 gennaio 2000   | LINEAR     |
| 80542 - | 2000 AD84                | 5 gennaio 2000   | LINEAR     |
| 80543 - | 2000 AO84                | 5 gennaio 2000   | LINEAR     |
| 80544 - | 2000 AZ84                | 5 gennaio 2000   | LINEAR     |
| 80545 - | 2000 AD85                | 5 gennaio 2000   | LINEAR     |
| 80546 - | 2000 AO85                | 5 gennaio 2000   | LINEAR     |
| 80547 - | 2000 AR85                | 5 gennaio 2000   | LINEAR     |
| 80548 - | 2000 AW85                | 5 gennaio 2000   | LINEAR     |
| 80549 - | 2000 AX88                | 5 gennaio 2000   | LINEAR     |
| 80550 - | 2000 AK89                | 5 gennaio 2000   | LINEAR     |
| 80551 - | 2000 AL89                | 5 gennaio 2000   | LINEAR     |
| 80552 - | 2000 AF90                | 5 gennaio 2000   | LINEAR     |
| 80553 - | 2000 AN90                | 5 gennaio 2000   | LINEAR     |
| 80554 - | 2000 AJ91                | 5 gennaio 2000   | LINEAR     |
| 80555 - | 2000 AO93                | 5 gennaio 2000   | LINEAR     |
| 80556 - | 2000 AB95                | 4 gennaio 2000   | LINEAR     |
| 80557 - | 2000 AS96                | 4 gennaio 2000   | LINEAR     |
| 80558 - | 2000 AQ102               | 5 gennaio 2000   | LINEAR     |
| 80559 - | 2000 AR103               | 5 gennaio 2000   | LINEAR     |
| 80560 - | 2000 AX103               | 5 gennaio 2000   | LINEAR     |
| 80561 - | 2000 AZ104               | 5 gennaio 2000   | LINEAR     |
| 80562 - | 2000 AY106               | 5 gennaio 2000   | LINEAR     |
| 80563 - | 2000 AH107               | 5 gennaio 2000   | LINEAR     |
| 80564 - | 2000 AX109               | 5 gennaio 2000   | LINEAR     |
| 80565 - | 2000 AN110               | 5 gennaio 2000   | LINEAR     |
| 80566 - | 2000 AG111               | 5 gennaio 2000   | LINEAR     |
| 80567 - | 2000 AQ111               | 5 gennaio 2000   | LINEAR     |
| 80568 - | 2000 AJ112               | 5 gennaio 2000   | LINEAR     |
| 80569 - | 2000 AG115               | 5 gennaio 2000   | LINEAR     |
| 80570 - | 2000 AJ115               | 5 gennaio 2000   | LINEAR     |
| 80571 - | 2000 AQ116               | 5 gennaio 2000   | LINEAR     |
| 80572 - | 2000 AZ116               | 5 gennaio 2000   | LINEAR     |
| 80573 - | 2000 AO118               | 5 gennaio 2000   | LINEAR     |
| 80574 - | 2000 AO119               | 5 gennaio 2000   | LINEAR     |
| 80575 - | 2000 AD120               | 5 gennaio 2000   | LINEAR     |
| 80576 - | 2000 AE120               | 5 gennaio 2000   | LINEAR     |
| 80577 - | 2000 AQ120               | 5 gennaio 2000   | LINEAR     |
| 80578 - | 2000 AJ121               | 5 gennaio 2000   | LINEAR     |
| 80579 - | 2000 AF123               | 5 gennaio 2000   | LINEAR     |
| 80580 - | 2000 AG123               | 5 gennaio 2000   | LINEAR     |
| 80581 - | 2000 AS124               | 5 gennaio 2000   | LINEAR     |
| 80582 - | 2000 AY125               | 5 gennaio 2000   | LINEAR     |
| 80583 - | 2000 AL127               | 5 gennaio 2000   | LINEAR     |
| 80584 - | 2000 AN127               | 5 gennaio 2000   | LINEAR     |
| 80585 - | 2000 AV128               | 5 gennaio 2000   | LINEAR     |
| 80586 - | 2000 AU129               | 5 gennaio 2000   | LINEAR     |
| 80587 - | 2000 AU131               | 3 gennaio 2000   | LINEAR     |
| 80588 - | 2000 AW132               | 3 gennaio 2000   | LINEAR     |
| 80589 - | 2000 AL135               | 4 gennaio 2000   | LINEAR     |
| 80590 - | 2000 AP135               | 4 gennaio 2000   | LINEAR     |
| 80591 - | 2000 AA136               | 4 gennaio 2000   | LINEAR     |
| 80592 - | 2000 AM143               | 5 gennaio 2000   | LINEAR     |
| 80593 - | 2000 AG144               | 5 gennaio 2000   | LINEAR     |
| 80594 - | 2000 AA145               | 5 gennaio 2000   | LINEAR     |
| 80595 - | 2000 AO145               | 6 gennaio 2000   | LINEAR     |
| 80596 - | 2000 AZ145               | 7 gennaio 2000   | LINEAR     |
| 80597 - | 2000 AD147               | 6 gennaio 2000   | Črni Vrh   |
| 80598 - | 2000 AQ147               | 5 gennaio 2000   | LINEAR     |
| 80599 - | 2000 AB148               | 5 gennaio 2000   | LINEAR     |
| 80600 - | 2000 AC149               | 7 gennaio 2000   | LINEAR     |

## 80601-80700
| Nome                | Designazione provvisoria | Data di scoperta | Scopritore       |
| ------------------- | ------------------------ | ---------------- | ---------------- |
| 80601 -             | 2000 AL149               | 7 gennaio 2000   | LINEAR           |
| 80602 -             | 2000 AH153               | 9 gennaio 2000   | J. E. McGaha     |
| 80603 -             | 2000 AE154               | 2 gennaio 2000   | LINEAR           |
| 80604 -             | 2000 AD155               | 3 gennaio 2000   | LINEAR           |
| 80605 -             | 2000 AP155               | 3 gennaio 2000   | LINEAR           |
| 80606 -             | 2000 AD159               | 3 gennaio 2000   | LINEAR           |
| 80607 -             | 2000 AN159               | 3 gennaio 2000   | LINEAR           |
| 80608 -             | 2000 AB160               | 3 gennaio 2000   | LINEAR           |
| 80609 -             | 2000 AU162               | 4 gennaio 2000   | LINEAR           |
| 80610 -             | 2000 AE163               | 5 gennaio 2000   | LINEAR           |
| 80611 -             | 2000 AU163               | 5 gennaio 2000   | LINEAR           |
| 80612 -             | 2000 AM167               | 8 gennaio 2000   | LINEAR           |
| 80613 -             | 2000 AY167               | 8 gennaio 2000   | LINEAR           |
| 80614 -             | 2000 AO168               | 12 gennaio 2000  | P. G. Comba      |
| 80615 -             | 2000 AK170               | 7 gennaio 2000   | LINEAR           |
| 80616 -             | 2000 AV173               | 7 gennaio 2000   | LINEAR           |
| 80617 -             | 2000 AG174               | 7 gennaio 2000   | LINEAR           |
| 80618 -             | 2000 AO175               | 7 gennaio 2000   | LINEAR           |
| 80619 -             | 2000 AW176               | 7 gennaio 2000   | LINEAR           |
| 80620 -             | 2000 AY178               | 7 gennaio 2000   | LINEAR           |
| 80621 -             | 2000 AQ181               | 7 gennaio 2000   | LINEAR           |
| 80622 -             | 2000 AD182               | 7 gennaio 2000   | LINEAR           |
| 80623 -             | 2000 AE184               | 7 gennaio 2000   | LINEAR           |
| 80624 -             | 2000 AB186               | 8 gennaio 2000   | LINEAR           |
| 80625 -             | 2000 AN193               | 8 gennaio 2000   | LINEAR           |
| 80626 -             | 2000 AE194               | 8 gennaio 2000   | LINEAR           |
| 80627 -             | 2000 AT196               | 8 gennaio 2000   | LINEAR           |
| 80628 -             | 2000 AP197               | 8 gennaio 2000   | LINEAR           |
| 80629 -             | 2000 AJ204               | 14 gennaio 2000  | Kleť             |
| 80630 -             | 2000 AL204               | 14 gennaio 2000  | Kleť             |
| 80631 -             | 2000 AW204               | 10 gennaio 2000  | LINEAR           |
| 80632 -             | 2000 AL205               | 15 gennaio 2000  | P. G. Comba      |
| 80633 -             | 2000 AU205               | 15 gennaio 2000  | K. Korlević      |
| 80634 -             | 2000 AV209               | 5 gennaio 2000   | Spacewatch       |
| 80635 -             | 2000 AL211               | 5 gennaio 2000   | Spacewatch       |
| 80636 -             | 2000 AV214               | 7 gennaio 2000   | Spacewatch       |
| 80637 -             | 2000 AK215               | 7 gennaio 2000   | Spacewatch       |
| 80638 -             | 2000 AM217               | 8 gennaio 2000   | Spacewatch       |
| 80639 -             | 2000 AT218               | 8 gennaio 2000   | Spacewatch       |
| 80640 -             | 2000 AM220               | 8 gennaio 2000   | Spacewatch       |
| 80641 -             | 2000 AD221               | 8 gennaio 2000   | Spacewatch       |
| 80642 -             | 2000 AN223               | 9 gennaio 2000   | Spacewatch       |
| 80643 -             | 2000 AO223               | 9 gennaio 2000   | Spacewatch       |
| 80644 -             | 2000 AP223               | 9 gennaio 2000   | Spacewatch       |
| 80645 -             | 2000 AN227               | 10 gennaio 2000  | Spacewatch       |
| 80646 -             | 2000 AG233               | 4 gennaio 2000   | LINEAR           |
| 80647 -             | 2000 AX238               | 6 gennaio 2000   | LINEAR           |
| 80648 -             | 2000 AZ238               | 6 gennaio 2000   | LINEAR           |
| 80649 -             | 2000 AF239               | 6 gennaio 2000   | LINEAR           |
| 80650 -             | 2000 AY246               | 5 gennaio 2000   | LINEAR           |
| 80651 -             | 2000 AJ251               | 4 gennaio 2000   | LINEAR           |
| 80652 Albertoangela | 2000 BB                  | 16 gennaio 2000  | Cavezzo          |
| 80653 -             | 2000 BR1                 | 27 gennaio 2000  | Spacewatch       |
| 80654 -             | 2000 BE2                 | 25 gennaio 2000  | K. Korlević      |
| 80655 -             | 2000 BO3                 | 27 gennaio 2000  | T. Kobayashi     |
| 80656 -             | 2000 BT7                 | 29 gennaio 2000  | LINEAR           |
| 80657 -             | 2000 BH8                 | 29 gennaio 2000  | LINEAR           |
| 80658 -             | 2000 BP8                 | 29 gennaio 2000  | LINEAR           |
| 80659 -             | 2000 BM9                 | 26 gennaio 2000  | Spacewatch       |
| 80660 -             | 2000 BN9                 | 26 gennaio 2000  | Spacewatch       |
| 80661 -             | 2000 BF10                | 26 gennaio 2000  | Spacewatch       |
| 80662 -             | 2000 BS10                | 28 gennaio 2000  | Spacewatch       |
| 80663 -             | 2000 BX10                | 28 gennaio 2000  | M. Bœuf          |
| 80664 -             | 2000 BZ10                | 26 gennaio 2000  | A. Sugie         |
| 80665 -             | 2000 BD11                | 28 gennaio 2000  | T. Kagawa        |
| 80666 -             | 2000 BP14                | 28 gennaio 2000  | T. Kobayashi     |
| 80667 -             | 2000 BA15                | 31 gennaio 2000  | T. Kobayashi     |
| 80668 -             | 2000 BD15                | 31 gennaio 2000  | T. Kobayashi     |
| 80669 -             | 2000 BR15                | 29 gennaio 2000  | LINEAR           |
| 80670 -             | 2000 BD16                | 29 gennaio 2000  | LINEAR           |
| 80671 -             | 2000 BM17                | 30 gennaio 2000  | LINEAR           |
| 80672 -             | 2000 BU17                | 30 gennaio 2000  | LINEAR           |
| 80673 -             | 2000 BO18                | 30 gennaio 2000  | LINEAR           |
| 80674 -             | 2000 BW19                | 26 gennaio 2000  | Spacewatch       |
| 80675 Kwentus       | 2000 BV22                | 30 gennaio 2000  | CSS              |
| 80676 -             | 2000 BM25                | 30 gennaio 2000  | LINEAR           |
| 80677 -             | 2000 BN25                | 29 gennaio 2000  | Spacewatch       |
| 80678 -             | 2000 BR25                | 30 gennaio 2000  | LINEAR           |
| 80679 -             | 2000 BR28                | 30 gennaio 2000  | LINEAR           |
| 80680 -             | 2000 BW29                | 30 gennaio 2000  | LINEAR           |
| 80681 -             | 2000 BC30                | 30 gennaio 2000  | LINEAR           |
| 80682 -             | 2000 BN30                | 27 gennaio 2000  | K. Korlević      |
| 80683 -             | 2000 BP30                | 28 gennaio 2000  | Spacewatch       |
| 80684 -             | 2000 BW32                | 28 gennaio 2000  | Spacewatch       |
| 80685 -             | 2000 BB33                | 29 gennaio 2000  | Spacewatch       |
| 80686 -             | 2000 BX33                | 30 gennaio 2000  | CSS              |
| 80687 -             | 2000 BL34                | 30 gennaio 2000  | CSS              |
| 80688 -             | 2000 BO34                | 30 gennaio 2000  | CSS              |
| 80689 -             | 2000 BB36                | 31 gennaio 2000  | LINEAR           |
| 80690 -             | 2000 BX47                | 27 gennaio 2000  | Spacewatch       |
| 80691 -             | 2000 BE52                | 27 gennaio 2000  | Spacewatch       |
| 80692 -             | 2000 CD                  | 2 febbraio 2000  | F. B. Zoltowski  |
| 80693 -             | 2000 CH                  | 1 febbraio 2000  | P. G. Comba      |
| 80694 -             | 2000 CN                  | 2 febbraio 2000  | P. G. Comba      |
| 80695 -             | 2000 CP                  | 2 febbraio 2000  | P. G. Comba      |
| 80696 -             | 2000 CB1                 | 3 febbraio 2000  | K. Korlević      |
| 80697 -             | 2000 CC1                 | 3 febbraio 2000  | K. Korlević      |
| 80698 -             | 2000 CH1                 | 4 febbraio 2000  | W. R. Cooney Jr. |
| 80699 -             | 2000 CM1                 | 4 febbraio 2000  | K. Korlević      |
| 80700 -             | 2000 CA2                 | 2 febbraio 2000  | N. Kawasato      |

## 80701-80800
| Nome    | Designazione provvisoria | Data di scoperta | Scopritore  |
| ------- | ------------------------ | ---------------- | ----------- |
| 80701 - | 2000 CP4                 | 2 febbraio 2000  | LINEAR      |
| 80702 - | 2000 CC5                 | 2 febbraio 2000  | LINEAR      |
| 80703 - | 2000 CJ5                 | 2 febbraio 2000  | LINEAR      |
| 80704 - | 2000 CM5                 | 2 febbraio 2000  | LINEAR      |
| 80705 - | 2000 CU8                 | 2 febbraio 2000  | LINEAR      |
| 80706 - | 2000 CL16                | 2 febbraio 2000  | LINEAR      |
| 80707 - | 2000 CD17                | 2 febbraio 2000  | LINEAR      |
| 80708 - | 2000 CS18                | 2 febbraio 2000  | LINEAR      |
| 80709 - | 2000 CH19                | 2 febbraio 2000  | LINEAR      |
| 80710 - | 2000 CK19                | 2 febbraio 2000  | LINEAR      |
| 80711 - | 2000 CN19                | 2 febbraio 2000  | LINEAR      |
| 80712 - | 2000 CL20                | 2 febbraio 2000  | LINEAR      |
| 80713 - | 2000 CM20                | 2 febbraio 2000  | LINEAR      |
| 80714 - | 2000 CR20                | 2 febbraio 2000  | LINEAR      |
| 80715 - | 2000 CO21                | 2 febbraio 2000  | LINEAR      |
| 80716 - | 2000 CQ21                | 2 febbraio 2000  | LINEAR      |
| 80717 - | 2000 CX22                | 2 febbraio 2000  | LINEAR      |
| 80718 - | 2000 CW23                | 2 febbraio 2000  | LINEAR      |
| 80719 - | 2000 CG24                | 2 febbraio 2000  | LINEAR      |
| 80720 - | 2000 CO24                | 2 febbraio 2000  | LINEAR      |
| 80721 - | 2000 CS24                | 2 febbraio 2000  | LINEAR      |
| 80722 - | 2000 CS25                | 2 febbraio 2000  | LINEAR      |
| 80723 - | 2000 CB26                | 2 febbraio 2000  | LINEAR      |
| 80724 - | 2000 CC26                | 2 febbraio 2000  | LINEAR      |
| 80725 - | 2000 CD26                | 2 febbraio 2000  | LINEAR      |
| 80726 - | 2000 CP26                | 2 febbraio 2000  | LINEAR      |
| 80727 - | 2000 CW27                | 2 febbraio 2000  | LINEAR      |
| 80728 - | 2000 CB28                | 2 febbraio 2000  | LINEAR      |
| 80729 - | 2000 CS28                | 2 febbraio 2000  | LINEAR      |
| 80730 - | 2000 CM29                | 2 febbraio 2000  | LINEAR      |
| 80731 - | 2000 CQ29                | 2 febbraio 2000  | LINEAR      |
| 80732 - | 2000 CK30                | 2 febbraio 2000  | LINEAR      |
| 80733 - | 2000 CQ31                | 2 febbraio 2000  | LINEAR      |
| 80734 - | 2000 CQ32                | 2 febbraio 2000  | LINEAR      |
| 80735 - | 2000 CT32                | 2 febbraio 2000  | LINEAR      |
| 80736 - | 2000 CX32                | 2 febbraio 2000  | LINEAR      |
| 80737 - | 2000 CA33                | 2 febbraio 2000  | LINEAR      |
| 80738 - | 2000 CW33                | 4 febbraio 2000  | K. Korlević |
| 80739 - | 2000 CK34                | 5 febbraio 2000  | K. Korlević |
| 80740 - | 2000 CX34                | 2 febbraio 2000  | LINEAR      |
| 80741 - | 2000 CV36                | 2 febbraio 2000  | LINEAR      |
| 80742 - | 2000 CH37                | 2 febbraio 2000  | LINEAR      |
| 80743 - | 2000 CQ37                | 3 febbraio 2000  | LINEAR      |
| 80744 - | 2000 CV38                | 3 febbraio 2000  | LINEAR      |
| 80745 - | 2000 CD39                | 4 febbraio 2000  | LINEAR      |
| 80746 - | 2000 CL41                | 2 febbraio 2000  | LINEAR      |
| 80747 - | 2000 CN42                | 2 febbraio 2000  | LINEAR      |
| 80748 - | 2000 CE43                | 2 febbraio 2000  | LINEAR      |
| 80749 - | 2000 CQ43                | 2 febbraio 2000  | LINEAR      |
| 80750 - | 2000 CR44                | 2 febbraio 2000  | LINEAR      |
| 80751 - | 2000 CB46                | 2 febbraio 2000  | LINEAR      |
| 80752 - | 2000 CG49                | 2 febbraio 2000  | LINEAR      |
| 80753 - | 2000 CO49                | 2 febbraio 2000  | LINEAR      |
| 80754 - | 2000 CV49                | 2 febbraio 2000  | LINEAR      |
| 80755 - | 2000 CN50                | 2 febbraio 2000  | LINEAR      |
| 80756 - | 2000 CK52                | 2 febbraio 2000  | LINEAR      |
| 80757 - | 2000 CS52                | 2 febbraio 2000  | LINEAR      |
| 80758 - | 2000 CU52                | 2 febbraio 2000  | LINEAR      |
| 80759 - | 2000 CL53                | 2 febbraio 2000  | LINEAR      |
| 80760 - | 2000 CY53                | 2 febbraio 2000  | LINEAR      |
| 80761 - | 2000 CA54                | 2 febbraio 2000  | LINEAR      |
| 80762 - | 2000 CG54                | 2 febbraio 2000  | LINEAR      |
| 80763 - | 2000 CM55                | 4 febbraio 2000  | LINEAR      |
| 80764 - | 2000 CP55                | 4 febbraio 2000  | LINEAR      |
| 80765 - | 2000 CB57                | 5 febbraio 2000  | LINEAR      |
| 80766 - | 2000 CT57                | 5 febbraio 2000  | LINEAR      |
| 80767 - | 2000 CN60                | 2 febbraio 2000  | LINEAR      |
| 80768 - | 2000 CP60                | 2 febbraio 2000  | LINEAR      |
| 80769 - | 2000 CX60                | 2 febbraio 2000  | LINEAR      |
| 80770 - | 2000 CB61                | 2 febbraio 2000  | LINEAR      |
| 80771 - | 2000 CJ61                | 2 febbraio 2000  | LINEAR      |
| 80772 - | 2000 CX61                | 2 febbraio 2000  | LINEAR      |
| 80773 - | 2000 CY63                | 2 febbraio 2000  | LINEAR      |
| 80774 - | 2000 CD64                | 2 febbraio 2000  | LINEAR      |
| 80775 - | 2000 CN65                | 4 febbraio 2000  | LINEAR      |
| 80776 - | 2000 CV65                | 4 febbraio 2000  | LINEAR      |
| 80777 - | 2000 CN66                | 6 febbraio 2000  | LINEAR      |
| 80778 - | 2000 CA69                | 1 febbraio 2000  | Spacewatch  |
| 80779 - | 2000 CP76                | 10 febbraio 2000 | K. Korlević |
| 80780 - | 2000 CM77                | 8 febbraio 2000  | P. G. Comba |
| 80781 - | 2000 CD78                | 7 febbraio 2000  | Spacewatch  |
| 80782 - | 2000 CJ78                | 7 febbraio 2000  | Spacewatch  |
| 80783 - | 2000 CR79                | 8 febbraio 2000  | Spacewatch  |
| 80784 - | 2000 CG80                | 8 febbraio 2000  | Spacewatch  |
| 80785 - | 2000 CD81                | 4 febbraio 2000  | LINEAR      |
| 80786 - | 2000 CH81                | 4 febbraio 2000  | LINEAR      |
| 80787 - | 2000 CM83                | 4 febbraio 2000  | LINEAR      |
| 80788 - | 2000 CU84                | 4 febbraio 2000  | LINEAR      |
| 80789 - | 2000 CC85                | 4 febbraio 2000  | LINEAR      |
| 80790 - | 2000 CS85                | 4 febbraio 2000  | LINEAR      |
| 80791 - | 2000 CE86                | 4 febbraio 2000  | LINEAR      |
| 80792 - | 2000 CN86                | 4 febbraio 2000  | LINEAR      |
| 80793 - | 2000 CX86                | 4 febbraio 2000  | LINEAR      |
| 80794 - | 2000 CC87                | 4 febbraio 2000  | LINEAR      |
| 80795 - | 2000 CE87                | 4 febbraio 2000  | LINEAR      |
| 80796 - | 2000 CG87                | 4 febbraio 2000  | LINEAR      |
| 80797 - | 2000 CX87                | 4 febbraio 2000  | LINEAR      |
| 80798 - | 2000 CP89                | 4 febbraio 2000  | LINEAR      |
| 80799 - | 2000 CV94                | 8 febbraio 2000  | LINEAR      |
| 80800 - | 2000 CU96                | 6 febbraio 2000  | LINEAR      |

## 80801-80900
| Nome                | Designazione provvisoria | Data di scoperta | Scopritore     |
| ------------------- | ------------------------ | ---------------- | -------------- |
| 80801 Yiwu          | 2000 CP98                | 8 febbraio 2000  | Spacewatch     |
| 80802 -             | 2000 CD99                | 8 febbraio 2000  | Spacewatch     |
| 80803 -             | 2000 CX100               | 12 febbraio 2000 | Spacewatch     |
| 80804 -             | 2000 CG102               | 2 febbraio 2000  | LINEAR         |
| 80805 -             | 2000 CU103               | 8 febbraio 2000  | LINEAR         |
| 80806 -             | 2000 CM105               | 6 febbraio 2000  | M. W. Buie     |
| 80807 Jimloudon     | 2000 CX112               | 7 febbraio 2000  | CSS            |
| 80808 Billmason     | 2000 CU114               | 1 febbraio 2000  | CSS            |
| 80809 -             | 2000 CX114               | 1 febbraio 2000  | Spacewatch     |
| 80810 Georgewinters | 2000 CC115               | 1 febbraio 2000  | CSS            |
| 80811 -             | 2000 CN116               | 3 febbraio 2000  | LINEAR         |
| 80812 -             | 2000 CY116               | 3 febbraio 2000  | LINEAR         |
| 80813 -             | 2000 CZ120               | 2 febbraio 2000  | LINEAR         |
| 80814 -             | 2000 CT121               | 3 febbraio 2000  | LINEAR         |
| 80815 -             | 2000 CD122               | 3 febbraio 2000  | LINEAR         |
| 80816 -             | 2000 CR122               | 3 febbraio 2000  | LINEAR         |
| 80817 -             | 2000 CK125               | 3 febbraio 2000  | LINEAR         |
| 80818 -             | 2000 CY125               | 3 febbraio 2000  | LINEAR         |
| 80819 -             | 2000 CH127               | 3 febbraio 2000  | LINEAR         |
| 80820 -             | 2000 CQ129               | 3 febbraio 2000  | Spacewatch     |
| 80821 -             | 2000 CQ137               | 4 febbraio 2000  | Spacewatch     |
| 80822 -             | 2000 CD140               | 4 febbraio 2000  | Spacewatch     |
| 80823 -             | 2000 DP                  | 23 febbraio 2000 | K. Korlević    |
| 80824 -             | 2000 DX                  | 24 febbraio 2000 | T. Kobayashi   |
| 80825 -             | 2000 DZ                  | 24 febbraio 2000 | T. Kobayashi   |
| 80826 -             | 2000 DH1                 | 26 febbraio 2000 | W. K. Y. Yeung |
| 80827 -             | 2000 DV1                 | 26 febbraio 2000 | Spacewatch     |
| 80828 -             | 2000 DF2                 | 26 febbraio 2000 | Spacewatch     |
| 80829 -             | 2000 DX2                 | 27 febbraio 2000 | Spacewatch     |
| 80830 -             | 2000 DS3                 | 25 febbraio 2000 | LINEAR         |
| 80831 -             | 2000 DQ4                 | 28 febbraio 2000 | LINEAR         |
| 80832 -             | 2000 DX4                 | 28 febbraio 2000 | LINEAR         |
| 80833 -             | 2000 DR5                 | 25 febbraio 2000 | LINEAR         |
| 80834 -             | 2000 DS5                 | 25 febbraio 2000 | LINEAR         |
| 80835 -             | 2000 DK7                 | 29 febbraio 2000 | T. Kobayashi   |
| 80836 -             | 2000 DU7                 | 28 febbraio 2000 | Spacewatch     |
| 80837 -             | 2000 DV7                 | 28 febbraio 2000 | Spacewatch     |
| 80838 -             | 2000 DJ12                | 27 febbraio 2000 | Spacewatch     |
| 80839 -             | 2000 DS12                | 27 febbraio 2000 | Spacewatch     |
| 80840 -             | 2000 DT13                | 28 febbraio 2000 | Spacewatch     |
| 80841 -             | 2000 DR14                | 25 febbraio 2000 | CSS            |
| 80842 -             | 2000 DW14                | 26 febbraio 2000 | CSS            |
| 80843 -             | 2000 DO17                | 29 febbraio 2000 | LINEAR         |
| 80844 -             | 2000 DK18                | 28 febbraio 2000 | LINEAR         |
| 80845 -             | 2000 DZ18                | 29 febbraio 2000 | LINEAR         |
| 80846 -             | 2000 DL19                | 29 febbraio 2000 | LINEAR         |
| 80847 -             | 2000 DX19                | 29 febbraio 2000 | LINEAR         |
| 80848 -             | 2000 DY19                | 29 febbraio 2000 | LINEAR         |
| 80849 -             | 2000 DM20                | 29 febbraio 2000 | LINEAR         |
| 80850 -             | 2000 DN20                | 29 febbraio 2000 | LINEAR         |
| 80851 -             | 2000 DX20                | 29 febbraio 2000 | LINEAR         |
| 80852 -             | 2000 DF21                | 29 febbraio 2000 | LINEAR         |
| 80853 -             | 2000 DK22                | 29 febbraio 2000 | LINEAR         |
| 80854 -             | 2000 DQ22                | 29 febbraio 2000 | LINEAR         |
| 80855 -             | 2000 DD23                | 29 febbraio 2000 | LINEAR         |
| 80856 -             | 2000 DF23                | 29 febbraio 2000 | LINEAR         |
| 80857 -             | 2000 DJ24                | 29 febbraio 2000 | LINEAR         |
| 80858 -             | 2000 DL24                | 29 febbraio 2000 | LINEAR         |
| 80859 -             | 2000 DD25                | 29 febbraio 2000 | LINEAR         |
| 80860 -             | 2000 DZ25                | 29 febbraio 2000 | LINEAR         |
| 80861 -             | 2000 DU26                | 29 febbraio 2000 | LINEAR         |
| 80862 -             | 2000 DV26                | 29 febbraio 2000 | LINEAR         |
| 80863 -             | 2000 DT27                | 29 febbraio 2000 | LINEAR         |
| 80864 -             | 2000 DZ27                | 29 febbraio 2000 | LINEAR         |
| 80865 -             | 2000 DH28                | 29 febbraio 2000 | LINEAR         |
| 80866 -             | 2000 DN28                | 29 febbraio 2000 | LINEAR         |
| 80867 -             | 2000 DO28                | 29 febbraio 2000 | LINEAR         |
| 80868 -             | 2000 DX28                | 29 febbraio 2000 | LINEAR         |
| 80869 -             | 2000 DA31                | 29 febbraio 2000 | LINEAR         |
| 80870 -             | 2000 DY31                | 29 febbraio 2000 | LINEAR         |
| 80871 -             | 2000 DM32                | 29 febbraio 2000 | LINEAR         |
| 80872 -             | 2000 DN33                | 29 febbraio 2000 | LINEAR         |
| 80873 -             | 2000 DS33                | 29 febbraio 2000 | LINEAR         |
| 80874 -             | 2000 DF35                | 29 febbraio 2000 | LINEAR         |
| 80875 -             | 2000 DU35                | 29 febbraio 2000 | LINEAR         |
| 80876 -             | 2000 DA37                | 29 febbraio 2000 | LINEAR         |
| 80877 -             | 2000 DR37                | 29 febbraio 2000 | LINEAR         |
| 80878 -             | 2000 DY37                | 29 febbraio 2000 | LINEAR         |
| 80879 -             | 2000 DB39                | 29 febbraio 2000 | LINEAR         |
| 80880 -             | 2000 DT39                | 29 febbraio 2000 | LINEAR         |
| 80881 -             | 2000 DV40                | 29 febbraio 2000 | LINEAR         |
| 80882 -             | 2000 DX40                | 29 febbraio 2000 | LINEAR         |
| 80883 -             | 2000 DY40                | 29 febbraio 2000 | LINEAR         |
| 80884 -             | 2000 DC42                | 29 febbraio 2000 | LINEAR         |
| 80885 -             | 2000 DJ42                | 29 febbraio 2000 | LINEAR         |
| 80886 -             | 2000 DO42                | 29 febbraio 2000 | LINEAR         |
| 80887 -             | 2000 DQ42                | 29 febbraio 2000 | LINEAR         |
| 80888 -             | 2000 DT42                | 29 febbraio 2000 | LINEAR         |
| 80889 -             | 2000 DM43                | 29 febbraio 2000 | LINEAR         |
| 80890 -             | 2000 DY45                | 29 febbraio 2000 | LINEAR         |
| 80891 -             | 2000 DP48                | 29 febbraio 2000 | LINEAR         |
| 80892 -             | 2000 DO50                | 29 febbraio 2000 | LINEAR         |
| 80893 -             | 2000 DL51                | 29 febbraio 2000 | LINEAR         |
| 80894 -             | 2000 DK52                | 29 febbraio 2000 | LINEAR         |
| 80895 -             | 2000 DM52                | 29 febbraio 2000 | LINEAR         |
| 80896 -             | 2000 DF53                | 29 febbraio 2000 | LINEAR         |
| 80897 -             | 2000 DV53                | 29 febbraio 2000 | LINEAR         |
| 80898 -             | 2000 DA54                | 29 febbraio 2000 | LINEAR         |
| 80899 -             | 2000 DO54                | 29 febbraio 2000 | LINEAR         |
| 80900 -             | 2000 DQ54                | 29 febbraio 2000 | LINEAR         |

## 80901-81000
| Nome                | Designazione provvisoria | Data di scoperta | Scopritore  |
| ------------------- | ------------------------ | ---------------- | ----------- |
| 80901 -             | 2000 DY55                | 29 febbraio 2000 | LINEAR      |
| 80902 -             | 2000 DA56                | 29 febbraio 2000 | LINEAR      |
| 80903 -             | 2000 DD56                | 29 febbraio 2000 | LINEAR      |
| 80904 -             | 2000 DO56                | 29 febbraio 2000 | LINEAR      |
| 80905 -             | 2000 DC58                | 29 febbraio 2000 | LINEAR      |
| 80906 -             | 2000 DK58                | 29 febbraio 2000 | LINEAR      |
| 80907 -             | 2000 DS58                | 29 febbraio 2000 | LINEAR      |
| 80908 -             | 2000 DF59                | 29 febbraio 2000 | LINEAR      |
| 80909 -             | 2000 DL59                | 29 febbraio 2000 | LINEAR      |
| 80910 -             | 2000 DL60                | 29 febbraio 2000 | LINEAR      |
| 80911 -             | 2000 DT60                | 29 febbraio 2000 | LINEAR      |
| 80912 -             | 2000 DA62                | 29 febbraio 2000 | LINEAR      |
| 80913 -             | 2000 DK62                | 29 febbraio 2000 | LINEAR      |
| 80914 -             | 2000 DE63                | 29 febbraio 2000 | LINEAR      |
| 80915 -             | 2000 DK63                | 29 febbraio 2000 | LINEAR      |
| 80916 -             | 2000 DF65                | 29 febbraio 2000 | LINEAR      |
| 80917 -             | 2000 DN67                | 29 febbraio 2000 | LINEAR      |
| 80918 -             | 2000 DY67                | 29 febbraio 2000 | LINEAR      |
| 80919 -             | 2000 DG68                | 29 febbraio 2000 | LINEAR      |
| 80920 -             | 2000 DV69                | 29 febbraio 2000 | LINEAR      |
| 80921 -             | 2000 DA70                | 29 febbraio 2000 | LINEAR      |
| 80922 -             | 2000 DF70                | 29 febbraio 2000 | LINEAR      |
| 80923 -             | 2000 DF73                | 29 febbraio 2000 | LINEAR      |
| 80924 -             | 2000 DJ73                | 29 febbraio 2000 | LINEAR      |
| 80925 -             | 2000 DR73                | 29 febbraio 2000 | LINEAR      |
| 80926 -             | 2000 DG74                | 29 febbraio 2000 | LINEAR      |
| 80927 -             | 2000 DJ74                | 29 febbraio 2000 | LINEAR      |
| 80928 -             | 2000 DL75                | 29 febbraio 2000 | LINEAR      |
| 80929 -             | 2000 DM75                | 29 febbraio 2000 | LINEAR      |
| 80930 -             | 2000 DV75                | 29 febbraio 2000 | LINEAR      |
| 80931 -             | 2000 DX76                | 29 febbraio 2000 | LINEAR      |
| 80932 -             | 2000 DK78                | 29 febbraio 2000 | LINEAR      |
| 80933 -             | 2000 DQ78                | 29 febbraio 2000 | LINEAR      |
| 80934 -             | 2000 DM79                | 28 febbraio 2000 | LINEAR      |
| 80935 -             | 2000 DZ79                | 28 febbraio 2000 | LINEAR      |
| 80936 -             | 2000 DS80                | 28 febbraio 2000 | LINEAR      |
| 80937 -             | 2000 DU80                | 28 febbraio 2000 | LINEAR      |
| 80938 -             | 2000 DA83                | 28 febbraio 2000 | LINEAR      |
| 80939 -             | 2000 DS85                | 29 febbraio 2000 | LINEAR      |
| 80940 -             | 2000 DD86                | 29 febbraio 2000 | LINEAR      |
| 80941 -             | 2000 DN86                | 29 febbraio 2000 | LINEAR      |
| 80942 -             | 2000 DX87                | 29 febbraio 2000 | LINEAR      |
| 80943 -             | 2000 DX89                | 27 febbraio 2000 | Spacewatch  |
| 80944 -             | 2000 DN92                | 27 febbraio 2000 | Spacewatch  |
| 80945 -             | 2000 DN93                | 28 febbraio 2000 | LINEAR      |
| 80946 -             | 2000 DX94                | 28 febbraio 2000 | LINEAR      |
| 80947 -             | 2000 DZ95                | 28 febbraio 2000 | LINEAR      |
| 80948 -             | 2000 DE96                | 29 febbraio 2000 | LINEAR      |
| 80949 -             | 2000 DG96                | 29 febbraio 2000 | LINEAR      |
| 80950 -             | 2000 DJ96                | 29 febbraio 2000 | LINEAR      |
| 80951 -             | 2000 DK96                | 29 febbraio 2000 | LINEAR      |
| 80952 -             | 2000 DF98                | 29 febbraio 2000 | LINEAR      |
| 80953 -             | 2000 DK98                | 29 febbraio 2000 | LINEAR      |
| 80954 -             | 2000 DZ98                | 29 febbraio 2000 | LINEAR      |
| 80955 -             | 2000 DL101               | 29 febbraio 2000 | LINEAR      |
| 80956 -             | 2000 DV101               | 29 febbraio 2000 | LINEAR      |
| 80957 -             | 2000 DL104               | 29 febbraio 2000 | LINEAR      |
| 80958 -             | 2000 DM104               | 29 febbraio 2000 | LINEAR      |
| 80959 -             | 2000 DK105               | 29 febbraio 2000 | LINEAR      |
| 80960 -             | 2000 DE106               | 29 febbraio 2000 | LINEAR      |
| 80961 -             | 2000 DU106               | 29 febbraio 2000 | LINEAR      |
| 80962 -             | 2000 DX107               | 28 febbraio 2000 | LINEAR      |
| 80963 -             | 2000 DZ108               | 29 febbraio 2000 | LINEAR      |
| 80964 -             | 2000 DM109               | 29 febbraio 2000 | LINEAR      |
| 80965 -             | 2000 DE111               | 29 febbraio 2000 | LINEAR      |
| 80966 -             | 2000 DP111               | 29 febbraio 2000 | LINEAR      |
| 80967 -             | 2000 DV111               | 29 febbraio 2000 | LINEAR      |
| 80968 -             | 2000 DK112               | 29 febbraio 2000 | LINEAR      |
| 80969 -             | 2000 DL112               | 29 febbraio 2000 | LINEAR      |
| 80970 -             | 2000 DS112               | 29 febbraio 2000 | LINEAR      |
| 80971 -             | 2000 DX114               | 27 febbraio 2000 | Spacewatch  |
| 80972 -             | 2000 DM116               | 25 febbraio 2000 | CSS         |
| 80973 -             | 2000 EQ                  | 3 marzo 2000     | P. G. Comba |
| 80974 -             | 2000 ER                  | 3 marzo 2000     | P. G. Comba |
| 80975 -             | 2000 EX1                 | 3 marzo 2000     | LINEAR      |
| 80976 -             | 2000 EK3                 | 3 marzo 2000     | LINEAR      |
| 80977 -             | 2000 EE7                 | 3 marzo 2000     | Spacewatch  |
| 80978 -             | 2000 EG8                 | 3 marzo 2000     | LINEAR      |
| 80979 -             | 2000 EX8                 | 3 marzo 2000     | LINEAR      |
| 80980 -             | 2000 EV9                 | 3 marzo 2000     | LINEAR      |
| 80981 -             | 2000 EK10                | 3 marzo 2000     | LINEAR      |
| 80982 -             | 2000 EU12                | 4 marzo 2000     | LINEAR      |
| 80983 -             | 2000 EV12                | 4 marzo 2000     | LINEAR      |
| 80984 Santomurakami | 2000 EO15                | 6 marzo 2000     | A. Nakamura |
| 80985 -             | 2000 EN16                | 3 marzo 2000     | LINEAR      |
| 80986 -             | 2000 EM17                | 4 marzo 2000     | LINEAR      |
| 80987 -             | 2000 EN17                | 4 marzo 2000     | LINEAR      |
| 80988 -             | 2000 EK19                | 5 marzo 2000     | LINEAR      |
| 80989 -             | 2000 EC23                | 3 marzo 2000     | Spacewatch  |
| 80990 -             | 2000 ER23                | 8 marzo 2000     | Spacewatch  |
| 80991 -             | 2000 ES24                | 8 marzo 2000     | Spacewatch  |
| 80992 -             | 2000 EK25                | 8 marzo 2000     | Spacewatch  |
| 80993 -             | 2000 EY26                | 7 marzo 2000     | G. Hug      |
| 80994 -             | 2000 ES27                | 4 marzo 2000     | LINEAR      |
| 80995 -             | 2000 ED28                | 4 marzo 2000     | LINEAR      |
| 80996 -             | 2000 ER28                | 4 marzo 2000     | LINEAR      |
| 80997 -             | 2000 EH29                | 5 marzo 2000     | LINEAR      |
| 80998 -             | 2000 EJ29                | 5 marzo 2000     | LINEAR      |
| 80999 -             | 2000 EZ29                | 5 marzo 2000     | LINEAR      |
| 81000 -             | 2000 ED31                | 5 marzo 2000     | LINEAR      |